# Anne-Marie Soulac
Anne-Marie Soulac, née à Avallon (Yonne) le 5 janvier 1918 et morte à Paris le 25 août 1983, de son nom d'état civil Anne-Marie Luc puis Anne-Marie Las Vergnas, est une femme de lettres française, romancière et traductrice de plusieurs auteurs anglophones, dont Iris Murdoch, Kamala Markandaya, André Brinks, Coretta Scott King, Robert Penn Warren, Angus Wilson, Margaret Drabble ou encore John Updike. Elle a également traduit La Folie Almayer de Joseph Conrad.

## Biographie
Anne-Marie Soulac a été lectrice des ouvrages anglophones pour plusieurs éditeurs français, en particulier pour les collections du Cabinet cosmopolite et du Nouveau cabinet cosmopolite aux éditions Stock, dirigées par André Bay puis par Marie-Pierre Bay.
Elle est aussi la traductrice de plusieurs auteurs de romans et ouvrages de référence de langue anglaise. Elle a en particulier traduit les romans Paques sanglantes, Le Château de la licorne, Une rose anonyme et Les Angéliques d'Iris Murdoch, Couples de John Updike, Le riz et la mousson, Quelque secrète fureur, Les Sables chantants, Possession  et Une poignée de riz de Kamala Markandaya, Ma vie avec Martin Luther King de Coretta Scott King, Embraser le monde, Comme par magie et La Girafe et les Vieillards de Angus Wilson, Le Dernier Éléphant de Gérard Hanley, Le matin est servi de Eric Malpass, Un endroit où aller de Robert Pen Warren, Berg de Ann Quin ainsi que La Voie radieuse, Le Poing de glace et L'Âge d'or d'une femme de Margaret Drabble.
Anne-Marie Soulac a écrit sept romans et plusieurs recueils de poèmes.

### Vie privée
Elle épouse le 27 décembre 1938 l'universitaire et romancier Raymond Las Vergnas. Ils ont deux enfants, Marie-Laure Las Vergnas, ingénieur des Mines, et l'astrophysicien et vulgarisateur Olivier Las Vergnas.

## Romans
- Orage sur Avallon (1947)
- Apprentissage sentimental, éditions Bader Dufour (1949)
- Une nuit comme celle ci, éditions Albin Michel (1952)
- Passage des vivants, éditions Albin Michel (1953)
- Dans cette galère, éditions Albin Michel (1955)
- L'Ange et la Bête, éditions Albin Michel (1955)
- Le Printemps des monstres, éditions Denoël (1960)